# Mindre påfågelsspinnare
Mindre påfågelsspinnare (Saturnia pavonia) är en art i familjen påfågelsspinnare.

## Kännetecken
Djuret har bruna eller grå vingar, övertvärade av mörkare, tandade linjer samt prydda med var sin runda, i svart, gult, röd och vitt tecknade ögonfläck. Honans vingbredd är mellan 55 och 72 millimeter, hanens mellan 44 och 52 millimeter. Larven, som är grön, oftast med svarta tvärband, och gula, borstbärande vårtor. 

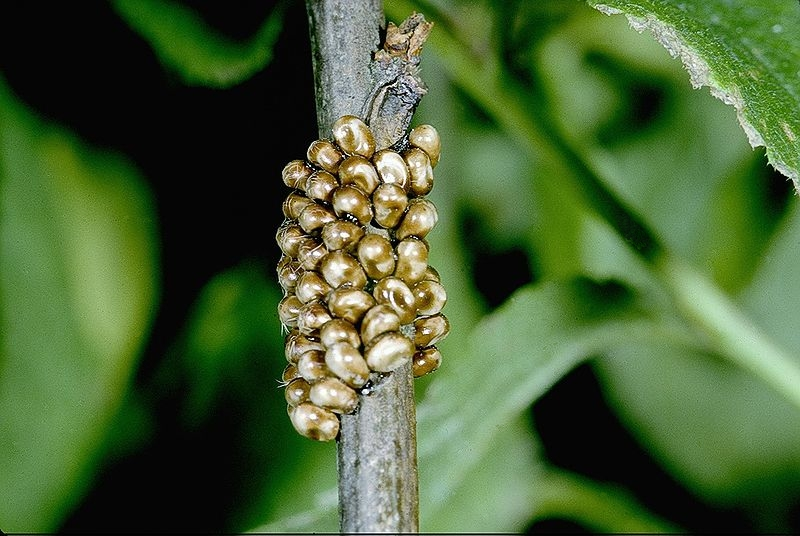
ägg
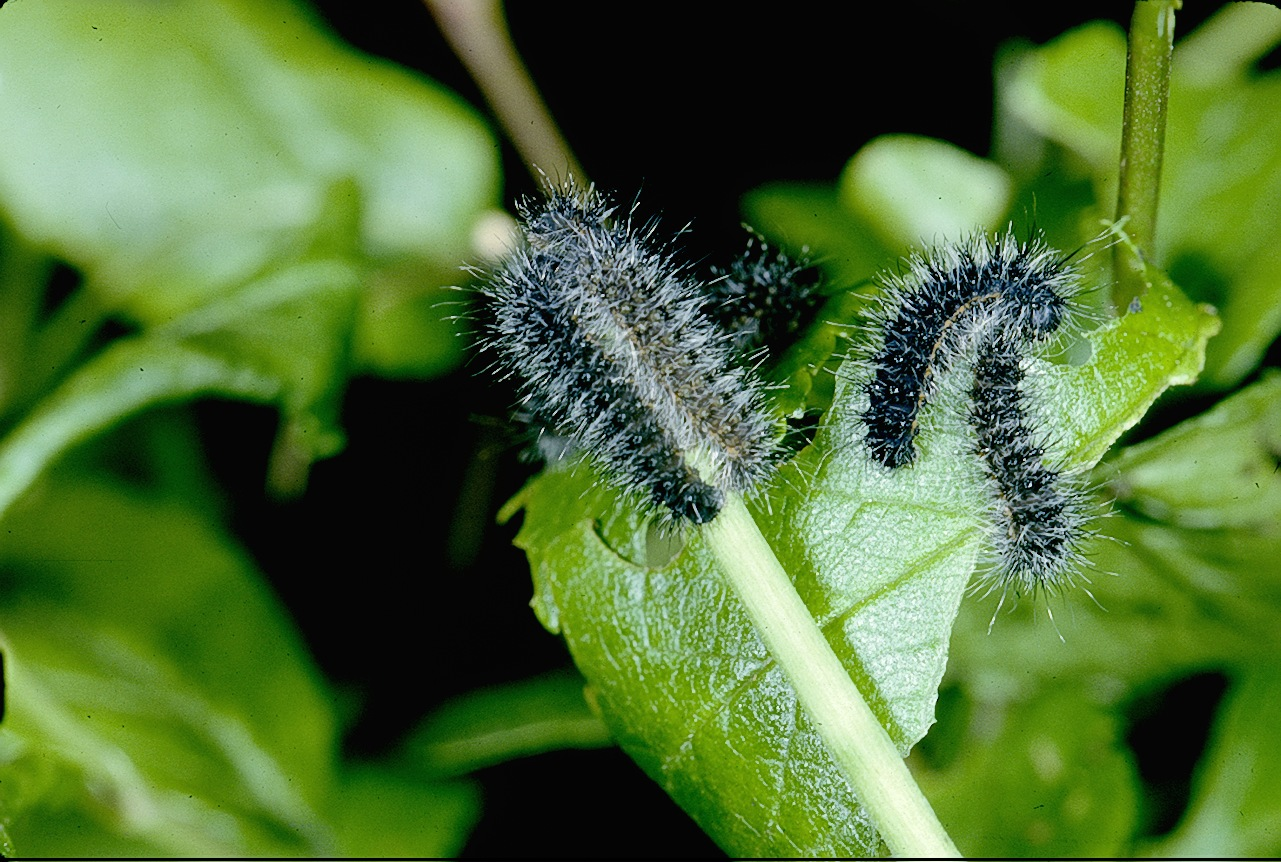
unga larver
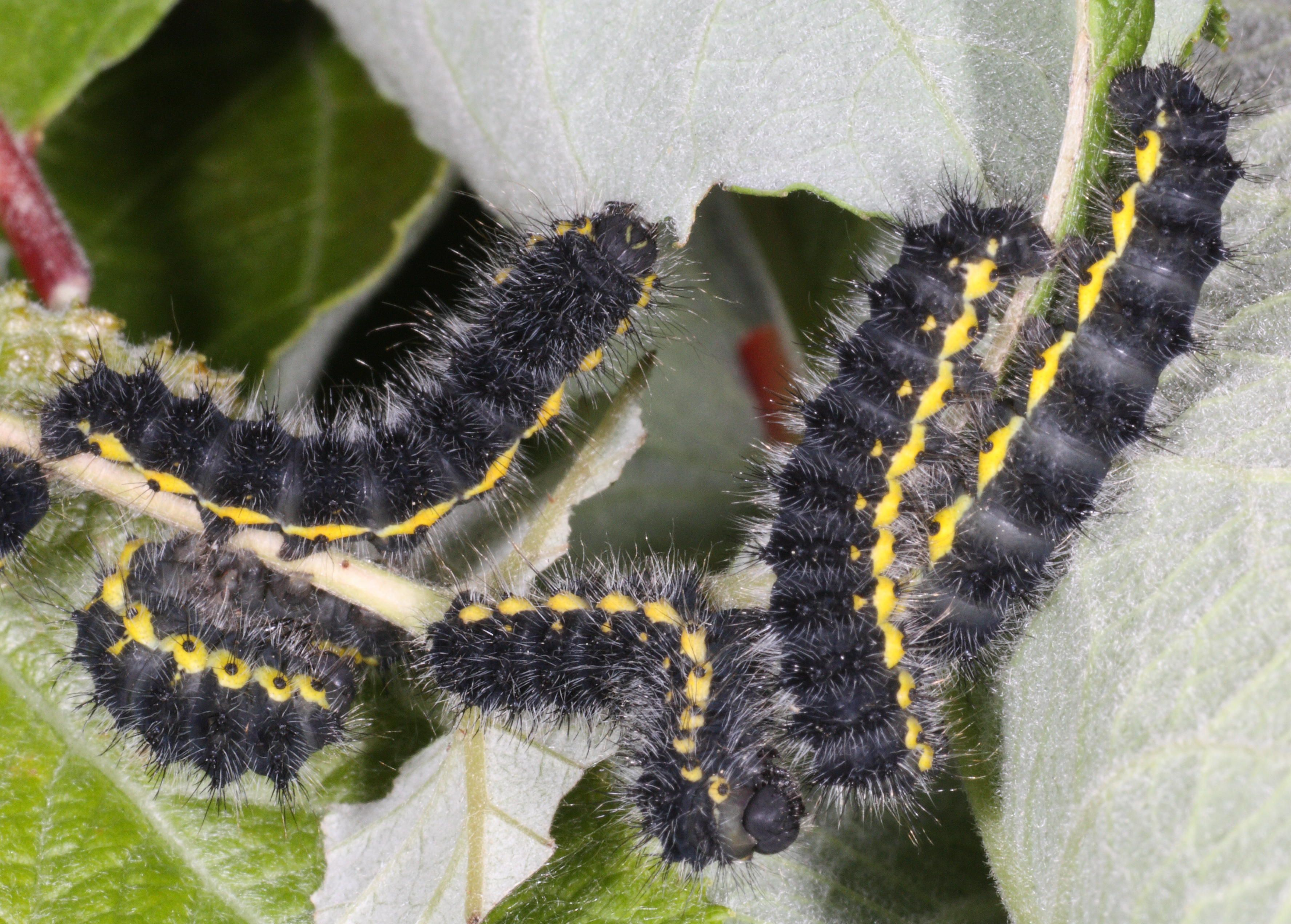
Lite äldre larver
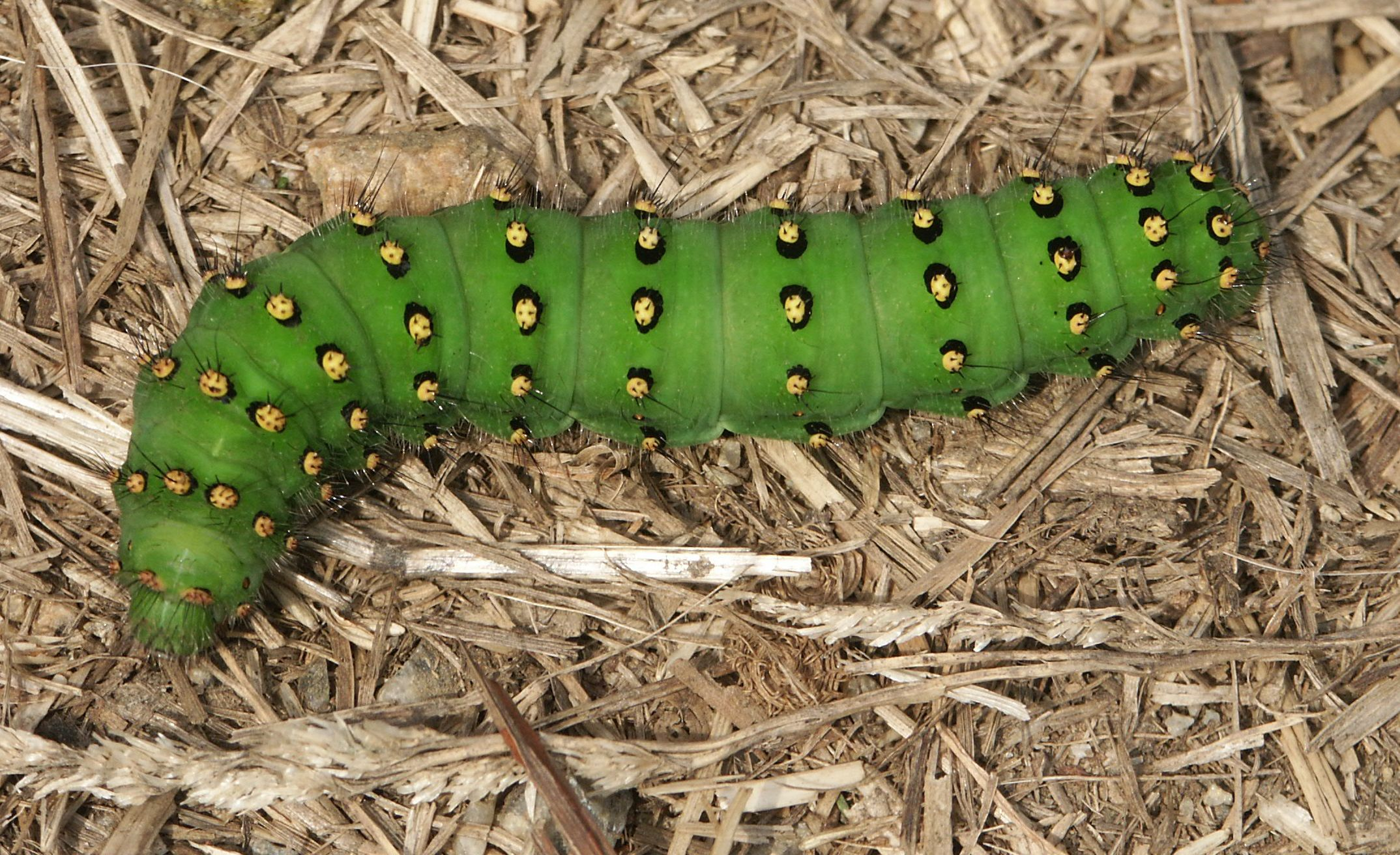
äldre larv

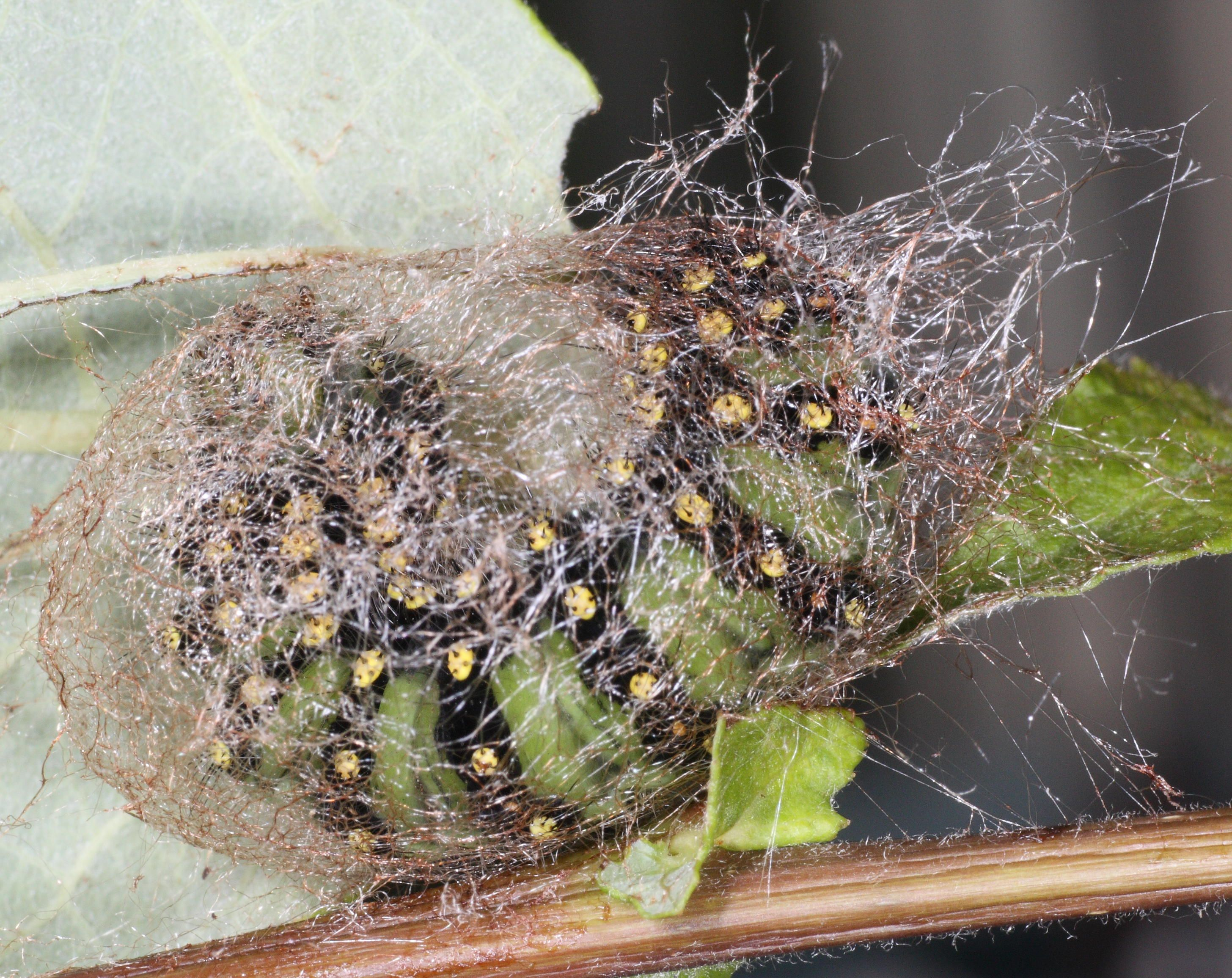
Starten på puppan
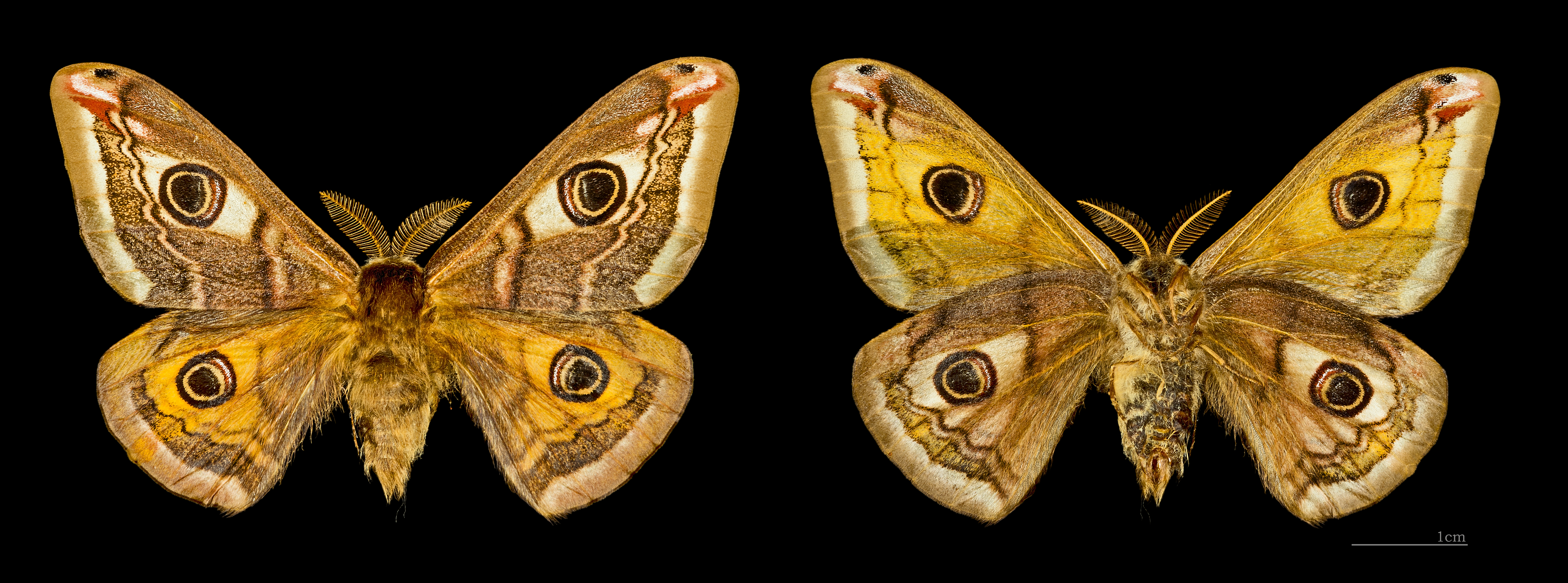
♂
♀

## Utbredning
Mindre påfågelsspinnare finns i större delen av Norden (ej Island), i södra Norden lokalt talrikt, men populationen varierar mycket år från år. Den finns i Storbritannien, Centraleuropa och vidare östrerut genom Ryssland och Turkiet till norra Kina och ryska Fjärran östern. I Medelhavsområdet finns den närstående arten Saturnia pavoniella. 

## Levnadssätt
Flygtiden är från mitten av april till början av juni i södra Norden, senare längre norrut. Larven äter nästan alla slags blad och träffas ofta på ljungmarker. Puppan övervintrar i en pergamentartad kokong, päronformad, i smaländan med en öppning, som tillslutes av styva, med spetsarna sammanvettande borst. Dessa undanträngas lätt av fjärilen vid kläckningen, men gör däremot motstånd mot en rovinsekt, som skulle försöka att tränga in. Puppan övervintrar, ibland upp till tre vintrar.